# Lestodiplosis rubripes
Lestodiplosis rubripes är en tvåvingeart som beskrevs av Fedotova 2005. Lestodiplosis rubripes ingår i släktet Lestodiplosis och familjen gallmyggor. Inga underarter finns listade i Catalogue of Life.